# Шишкин (фамилия)
Шишкин — русская фамилия, которая распространена во многих частях России, а особенно — в Вятской области.

## Этимология
Возникновение фамилии Шишкин описывается по разному. Иногда её связывают с нецерковным личным именем Шишка, которое часто встречалось до конца XVII века. Возможно также, что она ведёт своё происхождение от дохристианских личных имён Шеша, Шешка, Шешук, Шешун, Шишага, Шишай, Шишиган, Шишига, Шиша, Шиш, Шишуй, Шишура. Эти имена давались детям с целью спасти их обладателя от сглаза и влияния потусторонних нечистых сил. В древнерусском языке словом «шиш» обозначали грабителя или разбойника. В отдельных диалектах оно несёт аналогичный смысл, однако в других русских говорах слова шиш, шишка, шешка, шишко, шишига могли означать «нечистая сила», «бес» или «чёрт». Фамилия Шишкин может также восходить к прозвищам на основе диалектных глаголов шишать, шишить, шишкать, шишлять, то есть — «неловко и неторопливо что-то делать», «мешкать», «копаться». Возможна также связь исходных прозвищ с нарицательным понятием шишка в смысле «волдырь», «нарост», которое могло быть десигнатом высокорослого, тучного или важного (важничающего) человека. В настоящее время точное значение отследить сложно.